# Армяне в Германии
Армяне в Германии (арм. Հայերը Գերմանիայում, нем. Armenier in Deutschland) —  община этнических армян, живущих в Германии. Как и большая часть армянской диаспоры, большинство армян эмигрировали в Германию после геноцида 1915 года. Другие прибыли позже, спасаясь от конфликтов в Иране, Азербайджане и Ливане. Также прибывали армяне из Турции, спасшиеся от геноцида, но позже подвергавшиеся националистическим преследованиям. После Второй мировой войны некоторые армянские военнопленные из Советской Армении бежали в американские оккупированные районы Германии.

## История
В XIX веке некоторые из армянской интеллигенции проходили обучение в немецких университетах.  К примеру, писатель Хачатур Абовян учился в преимущественно немецком по составу преподавателей университете Дерпта (ныне город Тарту в Эстонии), а его внук, Константин Абовян обучался в университете Лейпцига. Там же обучались Аветик Исаакян, Манук Абегян, Левон Шант и многие другие.
По некоторым данным первой армянской организацией Германии стала «Армянская колония Берлина», созданная в 1923 году. К 1975 году армянские организации были созданы в Гамбурге, Берлине, Кельне, Франкфурте, Штутгарте и Мюнхене. В 1980-х годах были образованы армянские организации в Бремене, Брауншвейге, Билефельде, Дуйсбурге, Нойвиде, Бонне, Ханау, Эппингене, Нюрнберге, Киле и других населённых пунктах.
В настоящее время, около 25 тысяч армян имеют германское гражданство. Армянская церковь оказывает помощь находящимся в стране армянским беженцам из различных стран. Епархия Германии берёт на себя все расходы на поддержку армян из постсоветской Армении и считает это своей миссией.

## Германия и геноцид армян
В 2005 годы немецкий парламент принял резолюцию, которая признает «организованное изгнание и уничтожение армян», и в которой говорится, что «многочисленные независимые историки, парламенты и международные организации» признали события как геноцид. В резолюции также содержится извинение за роль Германии в геноциде армян (Германская империя была союзником Османской империи во время Первой мировой войны), и призыв к Турции к рассмотрению своей исторической роли в этнических чистках. Резолюция была принята несмотря на противодействие многочисленной турецкой общины Германии.